# مقاطعة بوتلميت
بوتلميت هي مقاطعة تابعة إداريًا لولاية الترارزة في موريتانيا.

## قائمة البلديات في المقاطعة
تتكون المقاطعة من سبع بلديات :
- اجوير
- بوتيلميت
- علب آدرس
- الميسر
- النباغية
- انتيشط
- تنغادي

## السكان
بلغ عدد سكان المقاطعة 56 560 نسمة (27 708 ذكر و 28 852 أنثى) وفق تعداد سنة 2000.
| رمز | المقاطعة | المساحة كم2 | السكان | السكان | السكان |
| رمز | المقاطعة | المساحة كم2 | 1988   | 2000   | 2013   |
| --- | -------- | ----------- | ------ | ------ | ------ |
| 61  | بوتلميت  | 31 675      | 40 953 | 56 560 | 63 193 |